# 180-189
De jaren 180-189 (van de christelijke jaartelling) zijn een decennium in de 2e eeuw.

## Belangrijke gebeurtenissen

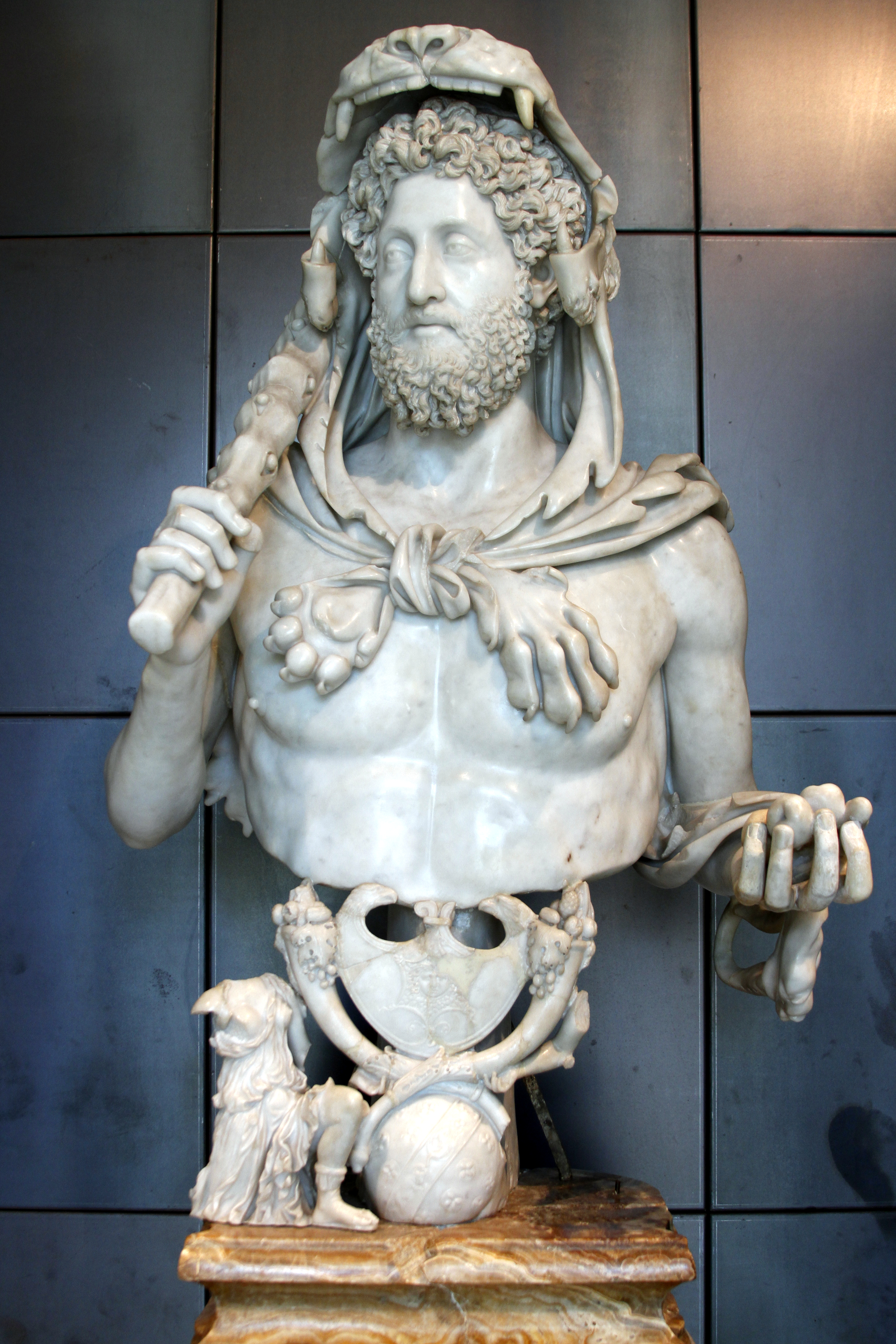
Keizer Commodus

- 180 - Marcus Aurelius sterft een natuurlijke dood en wordt opgevolgd door zijn zoon Commodus, hiermee komt een eind aan de periode van de adoptiefkeizers.
- 180 - Commodus maakt een einde aan de Marcomannenoorlog.
- 181 - In het Romeinse Rijk komen de eerste stoompannen in gebruik om het voedsel te stomen.
- 184 - De opstand van de Gele Tulbanden zorgt in het Chinees keizerrijk voor het begin van het einde van de Han-dynastie.
- ca185 : De Parthische koning Vologases IV, zet zijn zoon Vologases V op de Armeense troon.
- 189 - Paus Eleuterus wordt opgevolgd door Paus Victor I, de eerste paus uit Afrika.

## Belangrijke personen

### Geboren
- 182 - Sun Quan, keizer van Wu
- 186 - Caracalla, Romeins keizer

### Gestorven
- 180 - Marcus Aurelius, Romeins keizer
- 189 - Paus Eleuterus

<< · 180 · 181 · 182 · 183 · 184 · 185 · 186 · 187 · 188 · 189 · >>
<< · 100-109 · 110-119 · 120-129 · 130-139 · 140-149 · 150-159 · 160-169 · 170-179 · 180-189 · 190-199 · >>